# Starbrick
 (août 2025).
Starbrick est une census-designated place située dans le comté de Warren, dans l’État de Pennsylvanie, aux États-Unis. Lors du recensement de 2020, elle compte 462 habitants.